# Mummi Bas
Mummi Bas (en llatí Mummius Bassus) va ser un magistrat romà.
Va ser elegit cònsol l'any 258 aC. Apareix als Fasti. Un altre Bas va ser cònsol l'any 259, però probablement era un personatge diferent, potser el mateix que després tornà a ser cònsol el 271, anomenat Pomponi Bas.